# 馬格麗塔島
馬格麗塔島（西班牙語：Isla Margarita）是哥倫比亞的島嶼，位於該國北部馬格達萊納河，由玻利瓦省負責管轄，面積2,220平方公里，是該國最大的河島，最高點海拔高度16米。
9°05′02″N 74°30′00″W / 9.08389°N 74.50000°W